# Datorspelsåret 1994

## Händelser

### Januari
- 1 januari-31 december Nintendo har utropat 1994 till "Spelkassettens år" ("1994: the Year of the Cartridge").[1][2]

### Mars
- 20 mars - 3DO lanseras i Japan.
- 24 mars - I Sverige inleder Bergsala en satsning där gamla NES-spel reas ut. Först ur är Racket Attack.[3]

### April
- April - I USA bildas dator- och TV-spelsindustrins handelsförening "Interactive Digital Software Association" (IDSA).
- 28 april - Sega och MGM uttalar en satsning om att samarbeta inom TV-spel, filmer och TV-program.
- 29 april - Commodore lägger ned sin verksamhet

### Juni
- juni - Super Game Boy lanseras.[4]
- 24 juni - Spelutvecklarnas organisation "Computer Game Developers Association" bildas.

### Juli
- Juli-december (cirka) - Rollspelsförsäljningen ökar kraftigt i USA under andra halvan av året.[5]

### September
- 14 september - Svenska TV-spelstidningen Nintendo-Magasinet, startad 1990 och koncentrerad till Nintendospel, läggs ned. Nummer 9 skulle utkommit detta datum, men Nintendo-Magasinet har istället uppgått i en annan speltidning, Super Power.

### November
- 10 november - Game Zero magazine slutar utge tryckta tidningar, och blir istället den första TV-spelstidskriften på Internet.
- 21 november - Atari Jaguar lanseras i Japan.

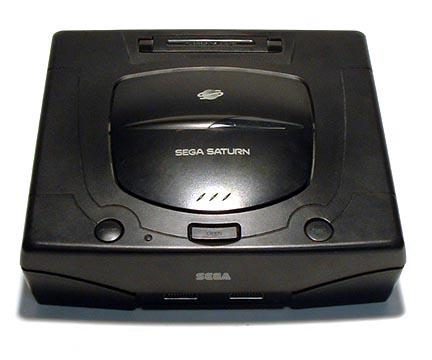
Sega Saturn

- 22 november - Sega lanserar Saturn i Japan.

### December
- December - Onlinetjänsten Sega Channel till Sega Mega Drive lanseras i Nordamerika.[6]

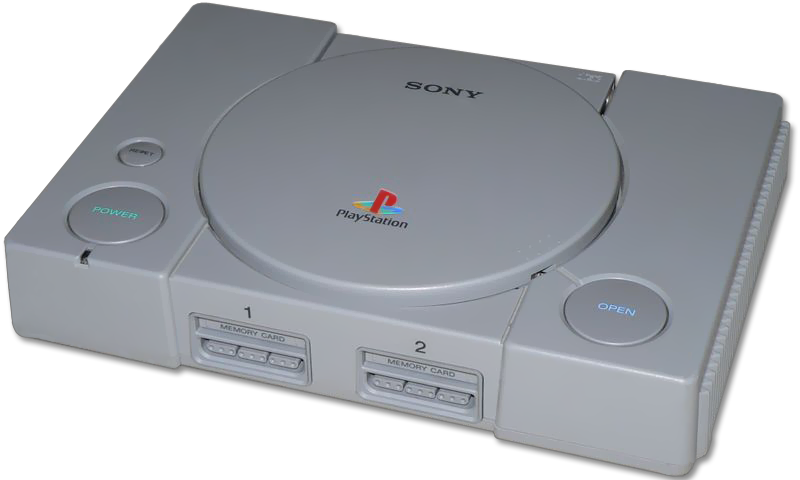
Playstation

- 3 december - Sony lanserar Playstation i Japan.

### Okänt datum
- Fjärde kvartalet - Atari Jaguar lanseras i Europa.
- 3DO lanseras i Europa.
- Apogee skapar underavdelningen 3D Realms Entertainment
- Silicon & Synapse byter namn till Blizzard Entertainment
- SSI säljs till Mindscape
- Neversoft bildas.
- Nintendo Australia bildas.
- De sista Game & Watch-spelen i Norden levereras efter 13 år på marknaden, och 1,8 miljoner sålda exemplar.[7]

## Spel släppta år1994

### DOS
- Inherit the Earth

### NES
- Teenage Mutant Ninja Turtles: Tournament Fighters
- Zoda's Revenge: StarTropics II

### Sega Mega Drive
- Boogerman: A Pick and Flick Adventure
- 17 oktober - Sonic & Knuckles[8]
- Sonic the Hedgehog 3
- Teenage Mutant Ninja Turtles: Tournament Fighters
- NHL 95
- Elitserien 95

### Super NES
- Donkey Kong Country
- Prince of Persia
- Super Metroid
- Teenage Mutant Ninja Turtles: Tournament Fighters
- NHL 95
- 28 januari - Majin Tensei[9]
- 18 mars - Shin Megami Tensei II[10]

## Avlidna
- 10 november - William Higinbotham, 84, utvecklare av det elektroniska spelet "Tennis for Two" 1958.

### Fotnoter
1. ↑  ”Showtime at the Nintendo Booth for the Winter Consumer Electronics Show” (på engelska). Free Library. 5 januari 1994. Arkiverad från originalet den 14 juli 2014. https://web.archive.org/web/20140714121252/http://www.thefreelibrary.com/%27SHOWTIME%27+AT+THE+NINTENDO+BOOTH+FOR+THE+WINTER+CONSUMER+ELECTRONICS...-a014671344. Läst 10 februari 2014.
2. ↑  Peter Brown (21 maj 2014). ”Gaming Highlights from 1994” (på engelska). Gamespot. https://www.gamespot.com/articles/gaming-highlights-from-1994/1100-6419705/. Läst 4 juli 2020.
3. ↑  ”Racket Attack” (på svenska). Nintendomagasinet (Kungsbacka: Atlantic) (4 1994):  sid. 6-7 (Power Player). april 1994. Läst 2 maj 2014.
4. ↑  ”The Future of 8-Bit Gaming” (på engelska). Kyle's Nintendo Page. http://www.angelfire.com/in/kylenin/GBCOLORfeature.html. Läst 19 maj 2015.
5. ↑  ”Rollspel säljer i USA!” (på svenska). Super Power (Solna) (8 1994). november-december 1994. Läst 2 maj 2014.
6. ↑  Adam Redsell (20 maj 2012). ”Sega a Soothsayer of the Games Industr” (på engelska). IGN. http://www.ign.com/articles/2012/05/20/sega-a-soothsayer-of-the-games-industry. Läst 19 maj 2015.
7. ↑  Lindell, Martin. ”Slutet för NES”. 8 bitar på 80-talet (2014). sid. 46. Läst 21 juli 2014
8. ↑  ”Sonic & Knuckles Release Information for Genesis”. GameFAQs. 17 oktober 1994. Arkiverad från originalet den 31 oktober 2012. https://web.archive.org/web/20121031063014/http://www.gamefaqs.com/genesis/586468-sonic-and-knuckles/data. Läst 5 november 2012.
9. ↑  ”魔神転生” (på japanska). Famitsu. Arkiverad från originalet den 12 september 2015. https://web.archive.org/web/20150912022000/http://www.famitsu.com/cominy/?m=pc&a=page_h_title&title_id=17476. Läst 15 juni 2015.
10. ↑  ”真・女神転生II [スーパーファミコン]” (på japanska). Famitsu. Arkiverad från originalet den 12 juli 2015. https://web.archive.org/web/20150712071501/http://www.famitsu.com/cominy/?m=pc&a=page_h_title&title_id=1708. Läst 14 juni 2015.